# 拝金
拝金（はいきん）とは2010年に堀江貴文によって書かれた小説。

## 概要
年収200万円のフリーターが謎のオッサン「堀井健史」との出会いにより運命が大きく変わり、堀江の出資で起業したゲーム会社を成功させ、そこからあらゆる事業に参入し買収を繰り返し、売上500億円の実業家・六本木ヒルズ族にまで上り詰めるという内容。これは後に漫画化され2011年2月より月刊コミックゼノンで連載された。